# Gary Verkade
Gary Glenn Verkade, född 20 september 1954 i Chicago, är en amerikansk organist, tonsättare och pedagog.
Gary Verkade är verksam vid Luleå tekniska universitet, där han undervisar i orgelspel, kontrapunkt, musikteori och fri improvisation. Förutom i sitt fosterland och Sverige har Verkade varit verksam i Tyskland, där han bland annat studerat orgel för Gerd Zacher. 
Verkades studier har länt honom såväl Master of Fine Arts som Doctor of Musical Arts, det senare för hans avhandling om ett koralförspel av Georg Böhm.
Han ger konserter och undervisar vid mästarkurser regelbundet på skilda håll i Europa och Nordamerika.
Verkade är medlem i Föreningen svenska tonsättare.

## Publikationer
- Verkade, Gary G., Georg Böhm: Vater unser in Himmelreich á claviers et pedal: the Concept of Order, diss., U. of Iowa, 1987. (Another title: The Concept of Order in the Keyboard Works of Georg Böhm.)

## Diskografi
- Winded – Burt, Gaburo, Blackburn / Gary Verkade, Innova (American Composer's Forum) CD 524 (december 2000)
- Berio: The Complete Sequenzas and Works for Solo Instrument, mode 161-163, Mode Records (maj 2006)
- Improvisations For Organ And Saxophone, Penumbra CD 012 (juni 2002)
- Jörg Herchet: Namen Gottes. Orgelwerke, VKJK 0811 (2008)